# Boloria hockacensis
Boloria hockacensis är en fjärilsart som beskrevs av Cabeau 1922. Boloria hockacensis ingår i släktet Boloria och familjen praktfjärilar. Inga underarter finns listade i Catalogue of Life.